# Masivul Ceahlău

Masivul Ceahlău, prelucrare 3D

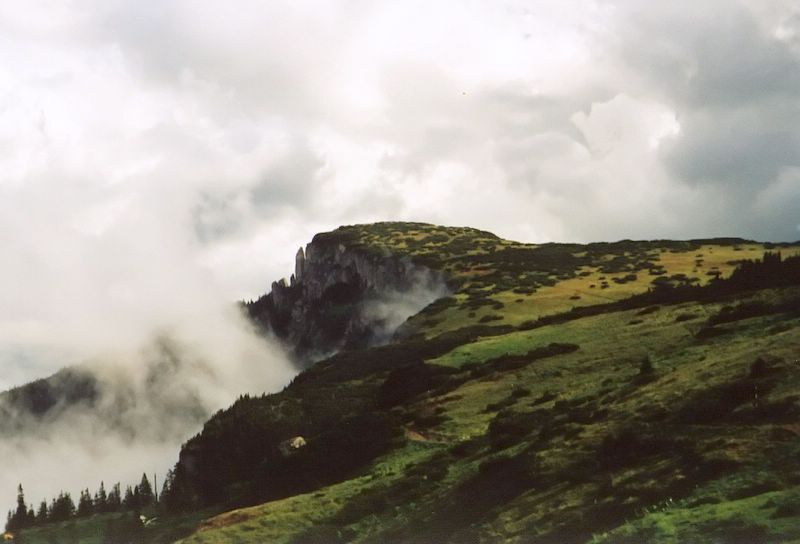
Vârful Ocolașul Mare

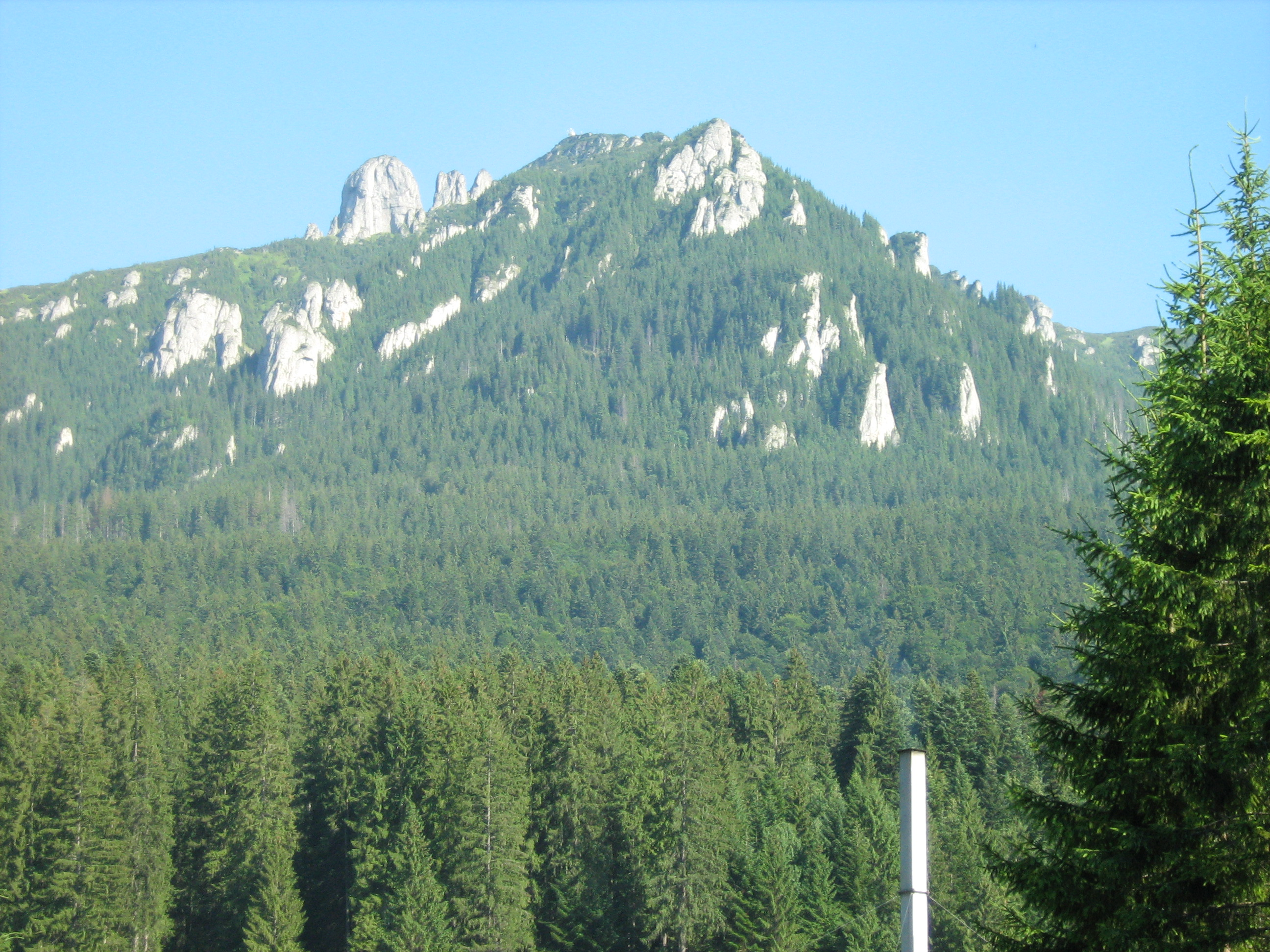
Vârful Toaca și stânca Panaghia

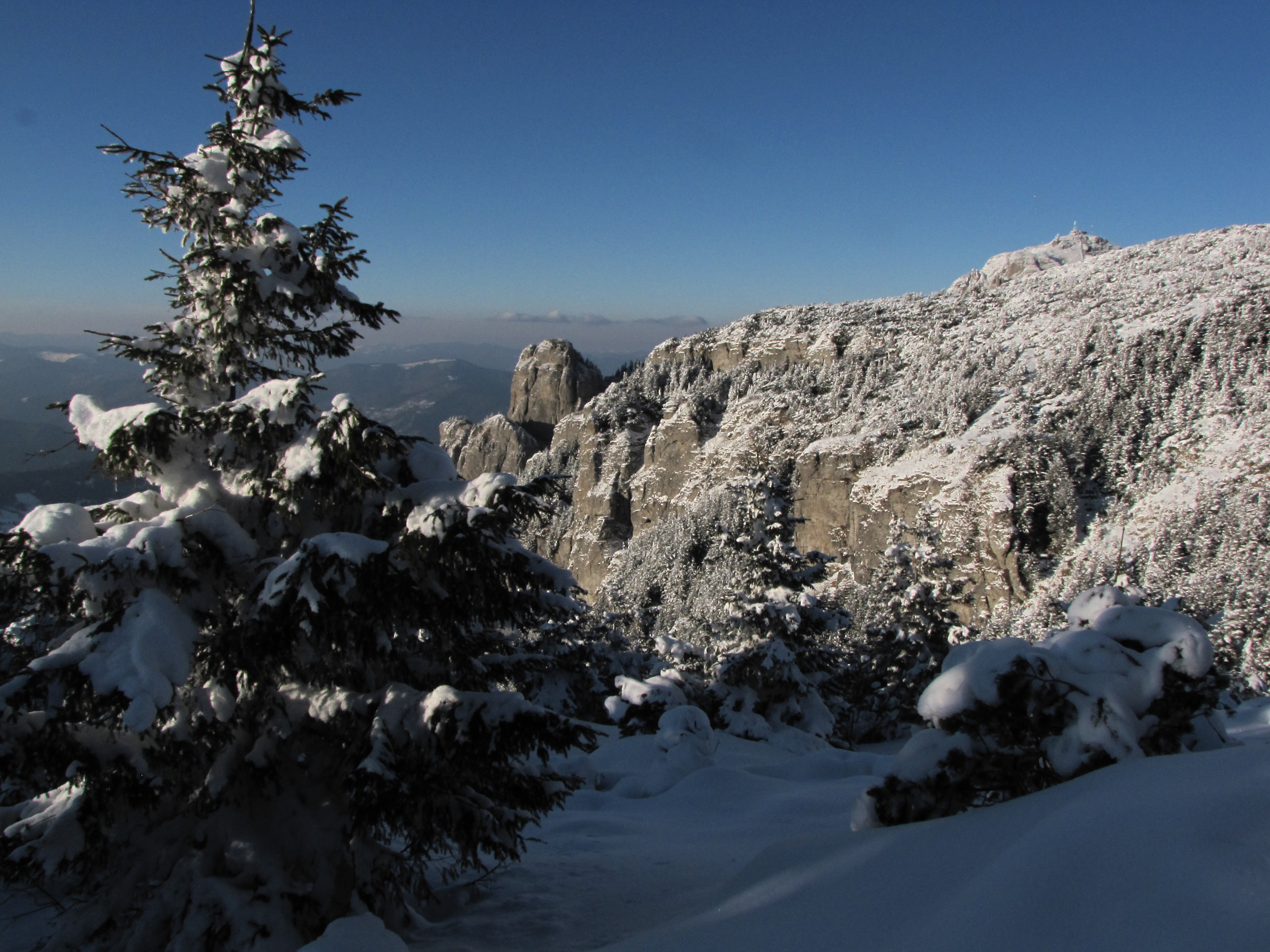
Ceahlăul - iarna

Masivul Ceahlău este un masiv muntos aparținând de Carpații Orientali, situat pe teritoriul județului Neamț. Cele mai înalte vârfuri sunt Ocolașul Mare (1907 m) și Toaca (1904 m).

## Geografie

### Limite geografice
Masivul Ceahlău este cel mai înalt dintre grupa Munților Bistriței. Este străbătut de paralela 47 grade latitudinenordică și de meridianul 25 grade longitudine estică. Drept limite are: la nord, valea Bistricioarei, la est lacul Izvorul Muntelui, la sud valea Bicazului, iar la vest văile Jidanului Bistrelor și a Pinticului.
Cel mai apropiat oraș este Bicaz. La poalele lui, la circa 800 de m altitudine se află stațiunea turistică Durău.

### Căi de acces
Accesul către această zonă este posibil din mai multe direcții. Din est și din nord, se poate ajunge pornind de DN15 (segmentul Bicaz – Poiana Largului – Tulgheș), iar din sud de pe DN12C (sgmentul Bicazu Ardelean – Bicaz). De asemenea, o altă rută de acces este dată de DJ155F, care, se desprinde de pe DN15 și străbate Izvoru Muntelui, Durău, Ceahlău – Bistricioara.

### Clima

Stația meteo Toaca

Masivul Ceahlău se află în zona temperat-moderat continentală în cadrul căreia sunt diferențiate două etaje determinate de altitudine și anume: ținutul climatic al munților înalți și ținutul climatic al munților mijlocii.
Temperatura medie anuală este de 0,7 grade C pe vârful Toaca și 7,2 grade C la poalele muntelui. Valorile maxime sunt înregistrate în luna iulie, când temperatura medie se situează în jurul valorii de 18 grade C, iar valorile minime în ianuarie, când se înregistrează o temperatură medie de -3 grade C. În zonele înalte numărul zilelor de îngheț ajunge la 200, acest fenomen putând apărea chiar și vara. 
Nebulozitatea atinge cote maxime în anotimpul rece și primăvara, din cauza faptului că Vf. Toaca are înălțimi ce se apropie de zona de formare a norilor. Numărul zilelor senine crește în intervalul iunie-octombrie și atinge maximul în octombrie. Media anuală a precipitațiilor este de peste 700 mm, din care 60-75% în lunile de primăvară și vară. Pot apărea precipitații sub formă de zăpada în orice lună a anului. Un alt aspect important este ceața, care apare foarte des de-a lungul anului (70%)

### Hidrografie
Apele de suprafață din aria Masivului Ceahlău aparțin în totalitate bazinului hidrografic al râului Bistrița. Pe râul Bistrița s-a format lacul de acumulare Izvorul Muntelui iar afluenții direcți sunt pâraiele Schit-13km, Izvorul Muntelui-13km, Izvorul Alb, Secu, Coșușna, Răpciunița, Tiflic.
Alți afluenți sunt indirecți și sunt colectați de doi afluenți importanți ai Bistriței, Bistricioara și Bicaz. Bistricioara adună apele de pe versantul nord-vestic (pârâul Pintic) iar Bicazul pe cele de pe versantul estic (Chișirig , Neagra și Bistra).
Pârâul Rupturi, alături de Bistrele Mare și Mică sunt cele mai atractive pentru turiști, Rupturi formând cascada în două trepte Duruitoarea cu o cădere de 30 m iar Bistrele formând chei și cascade mai greu accesibile însă. 
Rețeaua hidrografică este radiară și relativ densă iar lungimea totală este de 200km. Datorită petrografiei, pâraiele sunt alimentate de pânzele subterane aflate la baza conglomeratelor și grohotișurilor. Izvoarele acestor pâraie se află la altitudini de 1200-1300m.

### Fauna
Ceahlăul adăpostește o faună diversă și bogată: 180 de specii de păsări, aprox. 20 de specii de herpetofaună, numeroase specii de mamifere mari și mici, precum și o varietate de insecte.
În pădurile Ceahlăului trăiesc aproape toate speciile de animale existente în Carpați: ursul brun (Ursus arctos), cerbul (Cervus elaphus), mistrețul (Sus scrofa), lupul (Canis lupus), vulpea (Vulpes Vulpes), râsul (Lynx lynx), căprioara (Capreolus capreolus), pisica sălbatică (Felis silvestris), jderul de pădure (Martes martes), veverița (Sciurus vulgaris) și mândria stâncăriilor, capra neagră (Rupicapra rupicapra).
În pădurile de molid viețuiesc: cocoșul de munte (Tetrao urogallus), ciocănitoarea neagră (Dryocopus martius) - cea mai mare ciocănitoare din România, aușelul (Regulus regulus) - cea mai mică pasăre din România.
În locurile umede de păduri trăiește o specie de amfibieni - tritonul carpatic (Lissotriton montadoni), endemism al Carpaților Orientali.

### Flora
Flora Ceahlăului este una deosebit de bogată și caracteristică reliefului. Pe meleagurile muntelui se întâlnesc: omagul (Aconitum lasianthum), laptele-stâncii (Androsace lactaea), căldărușa (Aquilegia vulgaris), barba-ungurului (Dianthus spiculifolius), crucea voinicului (Hepatica transilvanica). La poalele muntelui se regăsesc păduri dese și umbrose, printre care se recunoaște ușor bradul argintiu (Abies alba), molidul (Picea excelsa) și pinul (Pinus silvestris).

## Rezervații Naturale

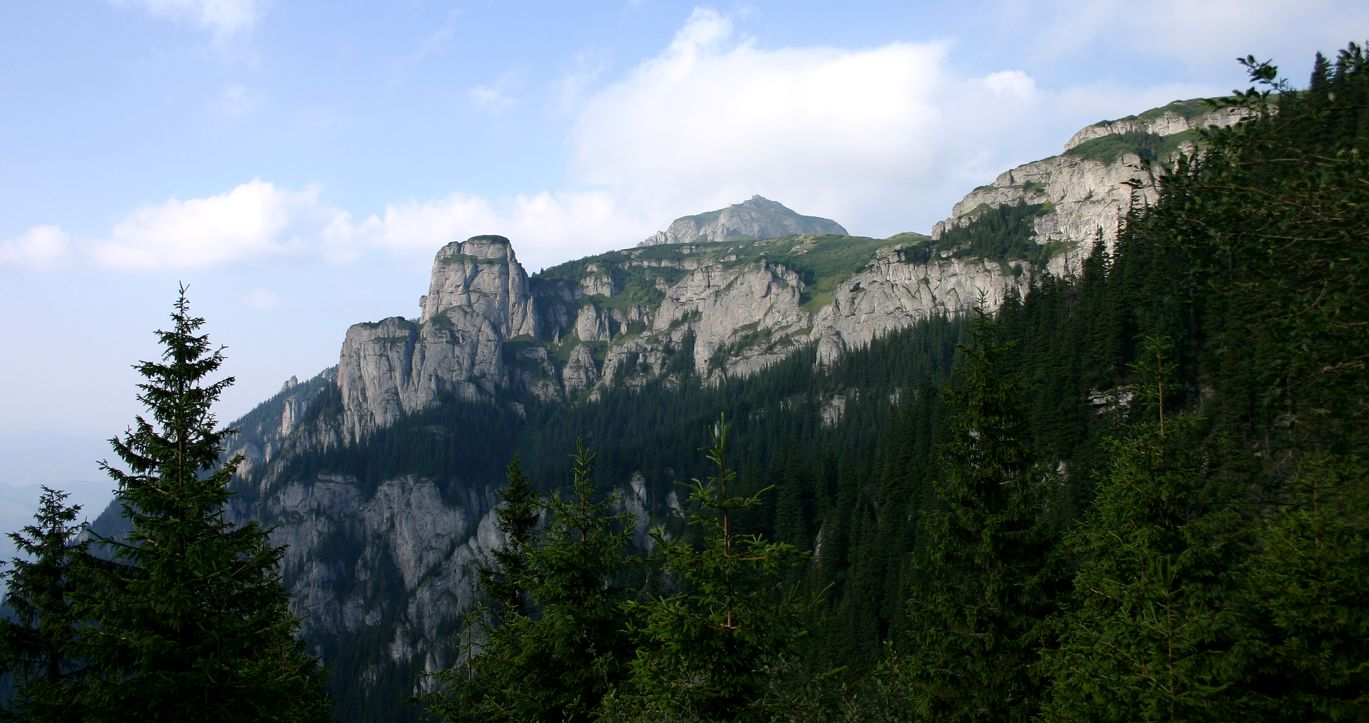
Spre vârful Toaca

Bogăția floristică a Masivului Ceahlău, vulnerabilitatea ecosistemului montan și frumusețea peisajelor au determinat declararea în acest spațiu muntos a Parcului Național Ceahlău, cu o suprafață de 7742 ha. În cadrul acestuia sunt incluse ca arii naturale protejate: Rezervația "Polița cu Crini" (370 ha), Cascada Duruitoarea (1 ha) și s-a creat o zonă de cercetare științifică, cu o suprafață de 5830 ha, cuprinsă între Complexul Lespezi, Piciorul Șchiop și Scaunele Zeilor - Ocolașul Mare, la sud.

## Legende
Baba Dochia care a avut un fiu, pe numele său Dragobete care s-a căsătorit împotriva dorinței ei. Pentru a-și necăji nora, într-o zi rece de iarnă, i-a dat acesteia un ghem de lână neagră și a trimis-o la râu să-l spele, spunându-i să nu se întoarcă până când lâna nu devine albă. Fata a încercat să spele lâna, dar chiar dacă degetele sale au început să sângereze, culoarea lânii rămânea tot neagră. De disperare, pentru că nu se putea întoarce acasă la soțul iubit, a început să plângă. Impresionat de durerea fetei, Domnul Iisus Hristos i-a apărut în cale și i-a dat o floare roșie, spunându-i să spele lăna cu ea. Mulțumindu-i, fata a pus floarea în apă, a spălat lâna și a constatat cu uimire că lâna s-a albit. Fericită că a reușit să ducă la bun sfârșit această sarcină grea, și-a îndreptat pașii spre casă, dar nu a fost primită bine, soacra sa, din contră, auzind povestea fetei aceasta a acuzat-o că Mărțișor (așa îi spunea fata, deoarece nu-l recunoscuse pe Iisus) era iubitul ei. După aceasta întâmplare, Dochia a pornit împreună cu turma sa spre munte, fiind convinsă că primăvara venise deja, altfel de unde ar fi putut Mărțișor să aibă floarea? Pe parcursul călătoriei sale, și-a scos, rând pe rând, cele doisprezece cojoace pe care le purta, până a rămas fără nici unul. Dar vremea s-a schimbat. Pe cât de frumos fusese la începutul zilei, pe atât de urât se făcuse acum. Ningea și totul începuse să înghețe. Dochia a înghețat împreună cu oile sale, transformându-se, conform legendei, în stană de piatră. Rocile se pot observa și astăzi pe muntele Ceahlău și sunt o mărturie vie a acestui mit românesc.

## Istoricul cabanelor din Ceahlău

Constantin Mătasă la Izvorul Muntelui

## Trasee turistice

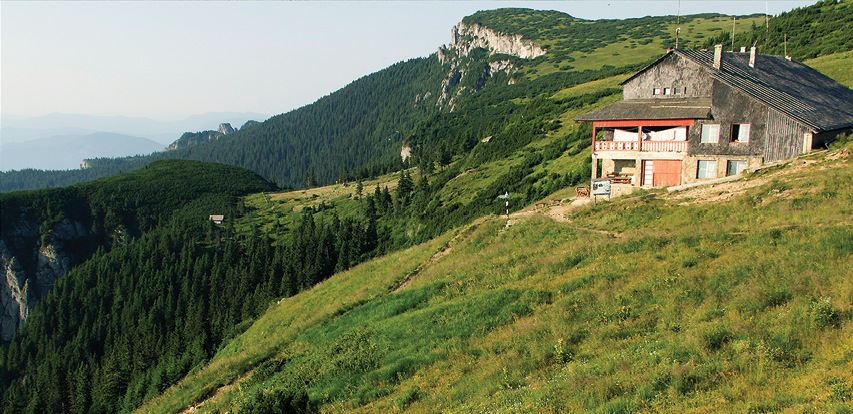
Cabana Dochia

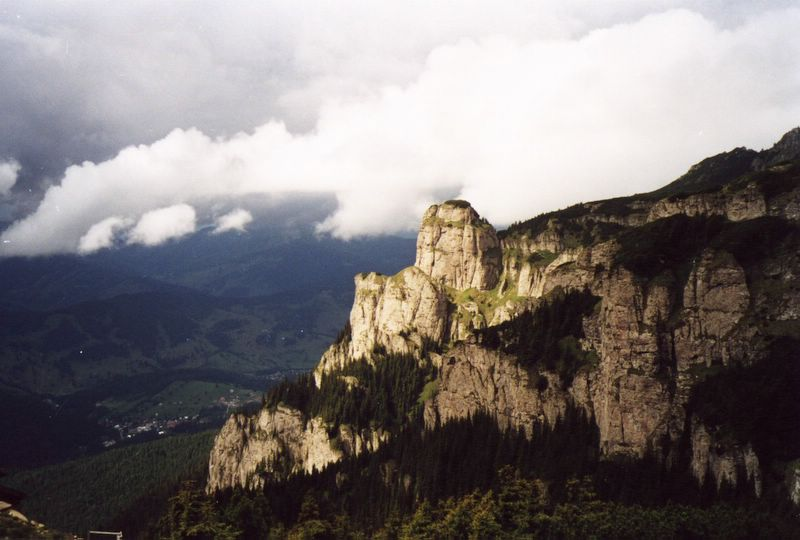
Ceahlău - Piatra Lată din Ghedeon

## Galerie

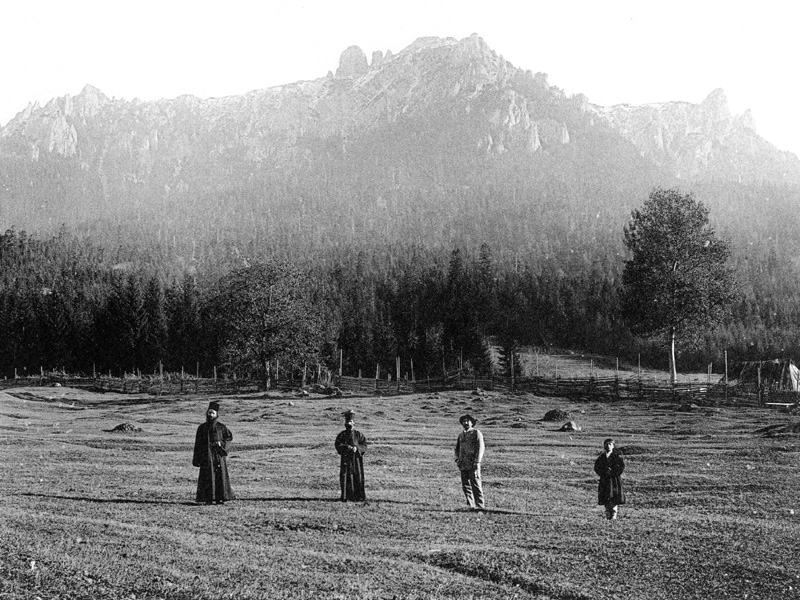
Ceahlăul văzut de la Durău (imagine din 1905)